# Chris Basham
Christopher Paul ("Chris") Basham (Hebburn, 20 juli 1988) is een Engels voetballer. Basham speelt doorgaans als centrale verdediger. In juni 2014 verruilde hij Blackpool voor Sheffield United. 

## Clubcarrière

### Bolton Wanderers en Blackpool
In 2006 stroomde Basham door vanuit de jeugd van Bolton Wanderers, maar Basham had als jongeling moeite om een basisplaats af te dwingen. Eerder doorliep hij de jeugdreeksen van Newcastle United, dat hem echter doorstuurde. Hij werd achtereenvolgens uitgeleend aan laagvliegers Stafford Rangers en Rochdale. Tussen 2010 en 2014 speelde hij voor Blackpool, waarmee hij gedurende het seizoen 2010/2011 actief was in de Premier League. Hij degradeerde echter meteen uit die Premier League. Ook met Bolton was hij actief op het hoogste Engelse toneel. Hij manifesteerde zich als centrale verdediger van Blackpool en speelde 93 wedstrijden in alle competities. 

### Sheffield United
Basham speelt sinds 2014 voor Sheffield United. In mei 2019 promoveerde Basham met Sheffield United naar de Premier League. Sheffield United werd namelijk tweede in het Championship, de Engelse tweede voetbaldivisie. Men keerde na twaalf jaar terug naar de hoogste afdeling. Basham speelde reeds meer dan 200 wedstrijden voor de club. Hij miste tot en met 21 december 2019 nog geen duel van het seizoen 2019/2020 van de Premier League. Basham en zijn collega-verdedigers Jack O'Connell, Enda Stevens, George Baldock en John Egan werden gedurende de eerste seizoenshelft geprezen voor hun ijver en discipline. Men stond in december 2019 op een gedeelde zesde plaats met Manchester United.